# Lista de senhores de Pedrógão
Este anexo é composto por uma lista de Senhores de Pedrógão.
- D. Estevão Anes de Sousa, (1240 -?), senhor de Pedrógão;
- Rui Mendes de Vasconcelos, (1340 -?), 1.º senhor de Figueiró e Pedrogão;
- Rui Vasques Ribeiro, (1360 -?), 2.º senhor de Figueiró e Pedrogão;
- João Rodrigues Ribeiro de Vasconcelos, (1410 -?) 3.º senhor de Figueiró e Pedrogão.